# Sociología de las migraciones

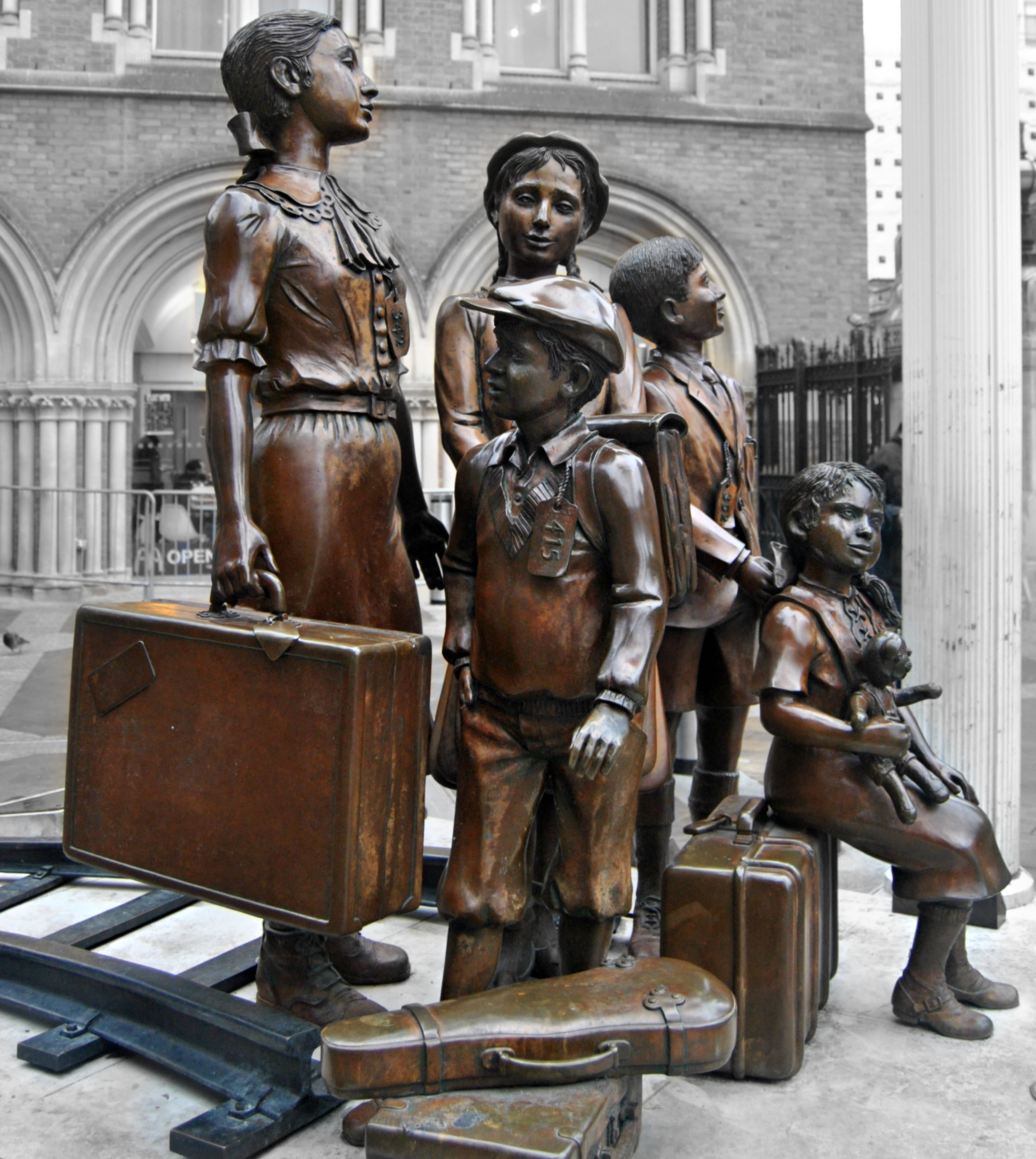
La Plaza de la Esperanza está dedicada a los niños del Kindertransport, que encontraron esperanza y seguridad en Gran Bretaña a través de la entrada de la estación de Liverpool Street. Asociación de Refugiados Judíos, Fondo Central Británico para el Socorro Judío Mundial, 2006.

La sociología de las migraciones, sociología de la migración o sociología de la inmigración implica el análisis sociológico de la migración, particularmente con respecto a raza y etnia, estructura social, y políticas públicas. Los conceptos importantes incluyen asimilación cultural, enculturacion, marginación, multiculturalismo, poscolonialismo, transnacionalismo y cohesión social.

## Historia

### Antes delsigloXX
El nativismo tiene una larga historia en muchas sociedades.

### SigloXX
La migración global durante el siglo XX creció particularmente durante la primera mitad del siglo. Debido a la Primera Guerra Mundial y Segunda Guerra Mundial, los inmigrantes europeos llegaron a Estados Unidos (por ejemplo) en grandes cantidades. Particularmente tras el fin de la Primera Guerra Mundial (1918), algunos estadounidenses tacharon a los inmigrantes europeos como peligrosos para la cultura estadounidense. In 1924 el Congreso de los Estados Unidos pasó la Ley de inmigración de 1924, que impuso cuotas estrictas a los inmigrantes que ingresan a los Estados Unidos.
Desde los años sesenta a los noventa, el estigma tachando a los inmigrantes como «ladrones de trabajos» y criminales se apaciguó y en su lugar los estadounidenses comenzaron a considerar a los inmigrantes como beneficiosos para la economía, cultura y sistema político estadounidense. Aunque las etiquetas negativas que se les dio a los inmigrantes durante la primera mitad del siglo XX influyeron en sus acciones en la sociedad y en sus autopercepciones (conocida como teoría del etiquetado en sociología), los inmigrantes ahora comenzaron a asimilarse más fácilmente en la sociedad y a formar fuertes redes sociales que contribuyeron a la adquisición de capital social: la "información, el conocimiento de personas o cosas y las conexiones que ayudan a las personas a ingresar, ganar poder o aprovechar las redes sociales".

### SigloXXI
Los sociólogos han estudiado de cerca la inmigración en el siglo XXI. En los Estados Unidos, en comparación con la mayoría de los inmigrantes europeos a principios del siglo XX, el siglo XXI fue testigo de la llegada de inmigrantes predominantemente de Asia, Oriente Medio y América Latina. De 2000 a 2001, los sociólogos han prestado especial atención a los costos y beneficios de la nueva población inmigrante diversificada en las instituciones, la cultura, las funciones económicas y la seguridad nacional estadounidenses. Después de los ataques contra el World Trade Center y el Pentágono del 11 de septiembre de 2001, los sociólogos analizaron de cerca el simbolismo de una retórica antiinmigración cada vez mayor, dirigida a los inmigrantes del Medio Oriente, provenientes de los estadounidenses. Los teóricos del funcionalismo estructural también han estudiado los efectos de la migración masiva, resultante de las guerras, la inseguridad económica y el terrorismo, en las instituciones sociales de las naciones anfitrionas, en el derecho internacional y en las tasas de asimilación. Además, los sociólogos que utilizan la teoría del conflicto social han analizado, en particular, los conflictos del mercado laboral que supuestamente resultan de una mayor competencia en el mercado debido al aumento de la competencia entre inmigrantes y trabajadores nativos por el empleo y la movilidad social. Debido a que las tasas de inmigración global continúan aumentando, el campo de la sociología tiene un interés particular en monitorear la inmigración del siglo XXI en lo que respecta a las teorías fundamentales del interaccionismo simbólico, el conflicto social y el funcionalismo estructural.

### Cambio generacional
En los estudios de inmigración, los científicos sociales asignan definiciones distintas a varias generaciones de inmigrantes. En sociología, la palabra "generación" se utiliza como una "medida de distancia del 'viejo país'". Esto significa que los sociólogos definen a las personas que se trasladan (en el caso de inmigrantes que emigran a Estados Unidos) a Estados Unidos desde otra sociedad, como adultos, como inmigrantes de "primera generación", a sus hijos nacidos en Estados Unidos como inmigrantes de "segunda generación", ya sus hijos a su vez como inmigrantes de "tercera generación".
Durante mediados del siglo XX en los Estados Unidos, la primera, segunda y tercera generaciones de inmigrantes mostraron características distintas. Los inmigrantes de segunda generación, con padres inmigrantes que presenciaron los acontecimientos históricos que se desarrollaron a mediados del siglo XX, desarrollaron una identidad social distinta tanto en sí mismos como en la cultura popular estadounidense. A finales de la década de 1930, el historiador estadounidense Marcus Lee Hansen observó "diferencias claras en las actitudes hacia la identidad étnica entre la segunda generación y sus hijos de tercera generación". Mientras que la segunda generación estaba ansiosa por asimilarse, la tercera generación se invirtió sentimentalmente en la "etnicidad", que el sociólogo Dalton Conley define como "la calidad o afiliación étnica de uno". Sin embargo, los inmigrantes del siglo XXI ahora asimilan más que sus predecesores del siglo XX, sobre todo en la transición al uso del inglés, entre los inmigrantes que se mudan a Estados Unidos, como idioma principal de comunicación.
Si bien las generaciones de inmigrantes contemporáneos comparten orígenes étnicos y culturas comunes, existen diferencias en el nivel de movilidad social, logros económicos, logros educativos y relaciones familiares entre los miembros de esas generaciones.

## Tres perspectivas sociológicas

### Interaccionismo simbólico
El interaccionismo simbólico es una "teoría a nivel micro en la que los significados, orientaciones y supuestos compartidos forman las motivaciones básicas detrás de las acciones de las personas". Esta teoría, a diferencia de la macrosociología, se centra en cómo las interacciones cara a cara crean el mundo social.
Para comprender cómo se forman y construyen las percepciones de los inmigrantes, se ha utilizado la teoría del interaccionismo simbólico. La inmigración a los Estados Unidos ha ido en aumento desde 1965. Las encuestas de opinión pública han demostrado "que el porcentaje de estadounidenses que querían la inmigración disminuyó para ser muy bajo inmediatamente antes de 1965, pero había comenzado una tendencia ascendente desde 1965 hasta finales de la década de 1970, momento en el que a partir de entonces aumentó drásticamente". Una de las razones por las que existe una respuesta nativa negativa al aumento de la inmigración es por las imágenes a menudo negativas de los inmigrantes obtenidas por los medios de comunicación. Además, la legislación de inmigración, como la Ley de Reconciliación de Oportunidades Laborales y Responsabilidad Personal de 1996, aumentó el sentimiento antiinmigración y la retórica nativista y los movimientos sociales en los Estados Unidos. También se ha demostrado que la amenaza grupal percibida mantiene un papel importante en la explicación de la actitud de los estadounidenses hacia los inmigrantes. El miedo a que los extranjeros alteren aspectos de la cultura establecida, como el idioma nativo, genera un sentimiento nativista y una mayor polarización. Juntos, estos casos ilustran la importancia del estatus de maestro de los inmigrantes en la configuración de cómo los perciben los demás y cómo se perciben a sí mismos. Por ejemplo, el estigma racial que enfrentan los inmigrantes mexicanos en los Estados Unidos "refuerza el bajo estatus y la percepción de sí mismos de los mexicoestadounidenses". Cuando los mexicoestadounidenses internalizan esta percepción de su raza, comienzan a actuar en consecuencia y refuerzan indirectamente esta percepción.
El aumento de la islamofobia en Estados Unidos, tras los ataques al World Trade Center, es un ejemplo de interaccionismo simbólico en la práctica. Después de los ataques al World Trade Center el 11 de septiembre de 2001, "los árabes y musulmanes (así como los latinos, los sudasiáticos y otras personas que se percibían erróneamente como árabes o musulmanes por su color de piel, vestimenta o afiliaciones organizativas) sufrió un estallido de violencia violenta sin precedentes "debido a la suposición de otros de que eran terroristas que tenían la intención de hacer daño a los estadounidenses. En los días y meses posteriores a los ataques del 11 de septiembre de 2001, musulmanes y árabes fueron objeto de crímenes de odio basados en características personales como su ropa, acento, vello facial y tono de piel. Desde una perspectiva interaccionista simbólica, los ataques violentos contra árabes y musulmanes fueron el resultado de los supuestos y significados compartidos que los estadounidenses atribuían a los pueblos y culturas árabes y musulmanes.

### Teoría del conflicto
La teoría del conflicto social es una perspectiva sociológica que ve a la sociedad como una lucha constante por el poder y los recursos. Esta teoría sostiene que la competencia entre intereses en competencia es una función central de la sociedad. Los teóricos del conflicto social creen que la competencia por el poder y los recursos resulta en un cambio social.
Desde principios del siglo XIX, los defensores y opositores de la inmigración han analizado los efectos económicos de la inmigración en las economías nacionales y la fuerza laboral. Los que se oponen a los aumentos nacionales en las tasas de inmigración han argumentado que restringir la inmigración "mejora el bienestar económico de los trabajadores nativos". La inmigración, argumentan los opositores, causa desempleo para los trabajadores nativos. El razonamiento detrás de este argumento es que los pueblos inmigrantes compiten con los pueblos originarios por trabajos y recursos. Este aumento de la competencia resulta en más trabajos para trabajadores inmigrantes, ya que a los empleadores les cuesta menos contratar a un inmigrante altamente calificado que acaba de llegar a los EE. UU. y realmente no sabe nada de inglés, que un trabajador nativo poco calificado. Sin embargo, los defensores de la inmigración argumentan que la inmigración mejora la economía de una nación ya que más personas ingresan a la fuerza laboral, lo que resulta en una mayor productividad y una mayor competencia en el mercado laboral. Además, los proponentes argumentan que la población nativa se beneficia de la inmigración ya que "los inmigrantes aumentan la demanda de bienes y servicios producidos por trabajadores y empresas nativos". Los teóricos del conflicto social sugieren que la competencia entre trabajadores nativos y trabajadores inmigrantes, por el logro económico y la movilidad social, está en el meollo del debate sobre la inmigración en lo que se refiere a la economía.
Un temor común es que la inmigración altere la cultura nativa de una nación. En la disciplina de la sociología, la "cultura" se define como un "conjunto de creencias, tradiciones y prácticas".

### Funcionalismo estructuralista
El funcionalismo estructuralista es una perspectiva sociológica que "afirma que toda sociedad tiene ciertas estructuras que existen para cumplir con un conjunto de funciones necesarias". Basándose en las ideas del sociólogo Émile Durkheim, la sociedad a través de esta lente sociológica se concibe como un organismo vivo, similar a la teoría del organicismo del siglo XIX.
En cuanto a la economía de una sociedad, los inmigrantes juegan un papel destacado en el mantenimiento, disrupción y/o contribución a la cohesión social. Por ejemplo, desde las décadas de 1980 y 1990, la economía estadounidense ha favorecido a los trabajadores que tienen habilidades valiosas que ofrecer. Si los inmigrantes a los Estados Unidos, por ejemplo, tienen habilidades valiosas que ofrecer, pueden "aumentar las posibilidades de éxito económico en los Estados Unidos, como el idioma y la cultura del lugar de trabajo estadounidense". El capital humano y los recursos físicos que los inmigrantes pueden ofrecer pueden complementar los que ya existen en la economía estadounidense. Los funcionalistas estructurales creen que, sean los efectos positivos o negativos, la inmigración impacta significativamente el nivel de cohesión social en el lugar de trabajo. Este análisis de la cohesión social está estrechamente relacionado con el trabajo del sociólogo Émile Durkheim.
Los sociólogos que utilizan el funcionalismo estructural explicarían que la inmigración cumple la función de unificador de la población inmigrante en una sociedad extranjera. Especialmente en el siglo XIX y principios del XX, los inmigrantes en los Estados Unidos tendían a socializar con personas de antecedentes étnicos similares para experimentar la solidaridad grupal durante una época de intensa resocialización. Este sentimiento de solidaridad grupal condujo a un aumento del capital social, que mantuvo unidas a las personas y disminuyó la sensación de anomia entre los inmigrantes, que es una "sensación de falta de objetivo o desesperación que surge cuando ya no podemos esperar razonablemente que la vida sea predecible". La inmigración, por tanto, sirvió como un mecanismo para la construcción de redes sociales entre las poblaciones inmigrantes durante un período de intensa resocialización y casos prevalentes de suicidio anómico.

## Transnacionalismo
Se puede explorar un análisis sociológico más contemporáneo de la inmigración dentro del concepto de transnacionalismo. Este análisis quizás esté más preocupado por las dimensiones relacionales de la inmigración, particularmente en términos de las formas en que las familias y las relaciones se mantienen cuando los miembros migran a otro país. El teórico Zlatko Skrbis sostiene que dentro de una red transnacional de familias, los patrones de migración se entrelazan con las nociones de "emoción" y "pertenencia".

## Sociología de la paz, guerra y conflicto social
Los refugiados como armas se analizan como la experiencia forzada del éxodo masivo de refugiados de un estado a un estado hostil como "arma".